# Mala strašnica
Mala strašnica (znanstveno ime Sanguisorba minor) je trajna zel iz družine rožnic.

## Opis
Mala strašnica zraste od 40 do 90 cm visoko. Drobni rožnati cvetovi so združeni v glavičasto socvetje in so brez venčnih listov ter imajo zelenkastordečo čašo in številne prašnike. Cveti od maja do junija.
Listi so pernato deljeni, dolgi od 5 do 30 cm in so sestavljeni iz 7 do 25 lističev, nasajeni pa so na kratke peclje. Lističi so sivkasto zelene barve. So podolgovati do okrogli z nazobčanim robom in dolgi do 2 cm. Iz oplojenih cvetov se razvijejo rumeno rjava ploščata brazdasta semena, ki ostanejo na osi socvetja do popolne zrelosti. Velikost semen je okoli 3 mm. Steblo rastline je dlakavo.

## Razširjenost in uporabnost
Domovina rastline je zahodna, osrednja in južna Evropa ter Severna Afrika, kasneje pa se je razširila tudi v Severno Ameriko. Najbolje uspeva na rahlih apnenčastih tleh in jo najpogosteje najdemo na sušnatih travnikih, brežinah in ob poteh.
Zaradi čreslovine, ki jo vsebuje rastlina, so jo v ljudskem zdravilstvu pogosto uporabljali za zaustavljanje driske. Pogosto mlade liste pripravljajo tudi v solati, saj imajo prijeten okus po kumarah in orehih.